# Tylko Muzyka
Tylko Muzyka war der erste themenbezogene Spartensender des öffentlich-rechtlichen polnischen Fernsehens Telewizja Polska und das erste Musikfernsehen in polnischer Sprache. Er wurde von Anfang an digital im Kabelfernsehen verbreitet. Das Programm musste aus formaljuristischen Gründen schon ein Jahr später wieder eingestellt werden.
Teile des Programms wurden zu Nebensendezeiten auch im Programm von TVP Polonia übertragen. Diese Sendestrecken wurden nach Einstellung des Programms als Einzelsendung im Auslandsfernsehen weitergeführt.
Als Senderlogo wurden die beiden stilisierten Großbuchstaben „T“ und „M“ in Art einer Ligatur übereinander verwendet.